# اورتاکوی نیکوزیا
اورتاکوی نیکوزیا (به لاتین: Ortaköy, Nicosia) یک منطقهٔ مسکونی در قبرس است که در ناحیه نیکوزیا واقع شده‌است.

## خصوصیات
اورتاکوی نیکوزیا ۸٬۸۶۸ نفر جمعیت دارد.